# Joseph Gabriel Fernandez
Joseph Gabriel Fernandez (ur. 16 września 1925 w Maruthurkulangara, zm. 4 marca 2023) – indyjski duchowny rzymskokatolicki, w latach 1978–2001 biskup Quilonu.

## Życiorys
Święcenia kapłańskie przyjął 19 marca 1949. 30 stycznia 1978 został prekonizowany biskupem Quilonu. Sakrę biskupią otrzymał 14 maja 1978. 16 października 2001 przeszedł na emeryturę.